# ヨーゼフ・ツァウリッツ

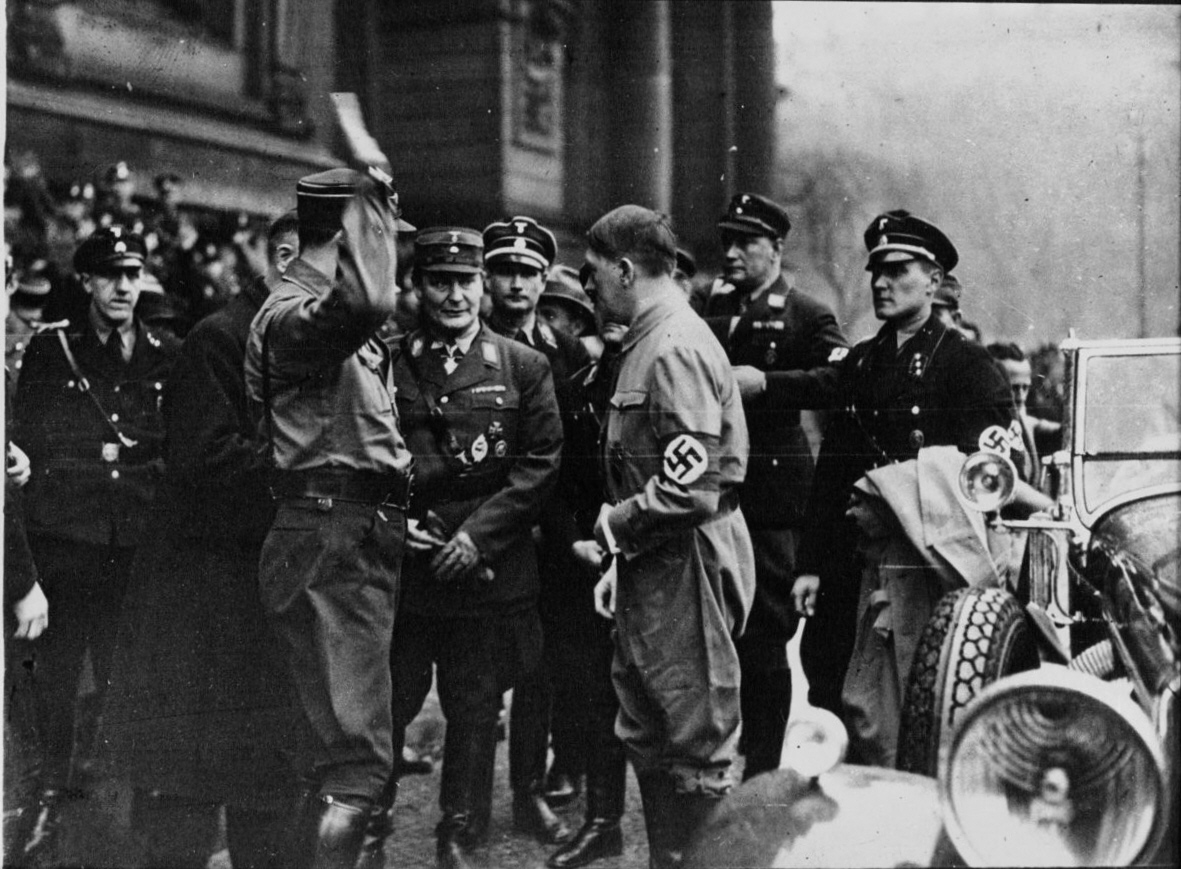
1933年2月5日、ヨーゼフ・ツァウリッツの国葬、ベルリン

ヨーゼフ・ツァウリッツ（Josef Zauritz, *1897年12月5日オペルン郡ニッターヴィッツ、†1933年1月30日/31日ベルリン）はドイツの警察官。ツァウリッツは、1920年代に保安警察（Schutzpolizei）に採用された。1933年にベルリン131警察管区（Polizeirevier 131）の上級巡査（Oberwachtmeister）となった。1933年1月のナチスの政権獲得後、ナチ暴力国家の最初の犠牲者2名の内の1人として知られている。

## 殺害
1933年1月30日夜、アドルフ・ヒトラーの帝国首相任命を祝い、SAはベルリンの官庁街で松明行進を行った。終了後、SA第33中隊（SA-Sturm 33）は地元シャルロッテンブルクへの帰路に就いたが、これに同行し監視の任にあたった警察官がツァウリッツであった。
真夜中にヴァル通りで思いがけない事件が起こった。恐らくはSA指導者（SA-Führer）アルフレート・ブスケ（Alfred Buske）が、まずツァウリッツを銃撃し、続いて上官であるSA指導者ハンス・マイコフスキーを射殺したのであった。しかし犯行状況が究極的に解明されることはなかった。こうして両者は、ナチスの政権獲得後、ナチによる暴力行為の初の犠牲者となった。
ナチスのプロパガンダはこの事件を徹底的に利用した。新聞では、帰路に就くSA小隊が共産主義者の待ち伏せ銃撃を受け、SA隊員、警察官の各1名が死亡、と報じられた。その結果、両者は国民的高揚（nationale Erhebung）の殉教者に仕立て上げられ、この時期に進められたナチスの権力強化をプロパガンダ面で支えることになった。両者とも国家行事としてベルリン大聖堂に棺が安置され、特に帝国首相、帝国大統領からの花輪が捧げられた。ツァウリッツの棺は、その後まもなく故郷のシュレージエンに移され、同地に埋葬された。
匿名の告発により、1965年になってマイコフスキー及びツァウリッツ殺人事件は、「予言者」ハヌッセン殺人事件と併せて、改めて究明されることになった。それは両事件の告発において、シャルロッテンブルクのSA第33中隊の複数の人物が犯人とされていたためである。ベルリン検察庁は、ヴァル通りの事件を目撃した2名のSA隊員を突き止めた。検察の尋問に対して、両者はそろって、ブスケによってツァウリッツとマイコフスキーが射殺されるのを目撃したと認めた。これは新たに発見された1943年2月14日付けの覚書によっても確認された。この覚書は当時のプロイセン州内務省警察部長官クルト・ダリューゲに提出されたもので、事件の経過を前述と同様に確定したものであった。この覚書の複写は、2006年のベルンハルト・ザウアー（Bernhard Sauer）によるベルリンにおけるSAの歴史に関する論文に見ることができる。

## ツァウリッツ道（Zauritzweg）
ベルリン＝シャルロッテンブルクでは、1933年5月16日シャルロッテンブルク区議会の決議により、ヴァル通りとビスマルク通りを結ぶ道が、ツァウリッツにちなみ、ツァウリッツ道（Zauritzweg）と命名された。同年、ヴァル通りもマイコフスキーにちなみ、マイコフスキー通り（Maikowski-Straße）と改称されたが、第二次世界大戦後、ベルリンの風俗画家ハインリヒ・ツィレにちなみ「ツィレ通り」と再度改称された。これに対してツァウリッツ道はそのままとされた。2009年にシャルロッテンブルク区議会(Bezirksverordnetenversammlung)の指示に基づき、1933年から1945年までに行われた、ツァウリッツ道を含む様々な道路名の改称について再調査された。2010年11月に区庁は結果を発表した。
「改称によって顕彰された人物については、実施した調査の結果、民主主義に対する積極的な敵対者、同時にナチのイデオロギー及び暴力支配の精神的・政治的先駆者及び擁護者であったことを疑わせるものはない」